# Alafia
Chi Thiết linh (danh pháp khoa học: Alafia) là chi thực vật có hoa trong họ Apocynaceae.

## Danh sách các loài
- Alafia alba Pichon
- Alafia barteri Oliv.
- Alafia benthamii (Baill.) Stapf
- Alafia berrieri Jum.
- Alafia calophylla Pichon
- Alafia caudata Stapf
- Alafia erythrophthalma (K.Schum.) Leeuwenb.
- Alafia falcata Leeuwenb.
- Alafia fuscata Pichon
- Alafia giraultii Dubard ex Pichon
- Alafia landolphioides Benth. & Hook.f., 1876
- Alafia laxiflora Pierre ex Pichon
- Alafia lucida Stapf
- Alafia microstylis K.Schum.
- Alafia multiflora (Stapf) Stapf
- Alafia nigrescens Pichon
- Alafia orientalis K.Schum. ex DeWild.
- Alafia orientalis K.Schum. ex Engl., 1900
- Alafia orientalis K.Schum. ex de Wild.
- Alafia parciflora Stapf
- Alafia pauciflora Radlk.
- Alafia perrieri Jum.
- Alafia scandens (Thonn.) DeWild.
- Alafia scandens (Thonn.) de Wild.
- Alafia schumannii Stapf
- Alafia thouarsii Roem. & Schult.
- Alafia vallium Pichon
- Alafia velutina Leeuwenb.
- Alafia verschuerenii DeWild.
- Alafia verschuerenii de Wild.
- Alafia whytei Stapf
- Alafia zambesiaca Kupicha